# Cyclosorus longqishanensis
Cyclosorus longqishanensis är en kärrbräkenväxtart som beskrevs av Shing. Cyclosorus longqishanensis ingår i släktet Cyclosorus och familjen Thelypteridaceae. Inga underarter finns listade.